# Cesare Giovara
Cesare Giovara (Torino, 23 novembre 1878 – Torino, 1º settembre 1957) è stato un politico e prefetto italiano del periodo fascista, podestà di Torino nel 1938-1939, senatore del Regno d'Italia dal 1939 al 1943.

## Biografia
Si laureò in Giurisprudenza all'Università degli Studi di Torino. Nel 1911-1912 partecipò alla guerra italo-turca.

Fu prefetto nelle città di Ferrara, Catanzaro, Piacenza, La Spezia, Livorno e Torino, dove fu podestà per circa un anno, tra il 1938 e il 1939. Fu nominato Grand'Ufficiale dell'Ordine della Corona d'Italia e dell'Ordine Mauriziano.
Nel 1939 fu nominato senatore del Regno.
Nel 1944 fu deferito all'Alta Corte di Giustizia per le Sanzioni contro il Fascismo.